# 裸身擬杜父魚
裸身擬杜父魚，為輻鰭魚綱鮋形目杜父魚亞目隱棘杜父魚科的其中一種，為深海魚類，分布於西南太平洋紐西蘭海域，棲息深度1090-1123公尺，棲息在底層水域，生活習性不明。

## 扩展阅读
維基物種上的相關：裸身擬杜父魚